# Сдвиг времени по-марсиански
«Сдвиг времени по-марсиански», в других переводах «Сдвиг во времени» (англ. Martian Time-Slip) — научно-фантастический роман американского писателя-фантаста Филипа К. Дика, написанный в 1962 году и опубликованный в 1964 году издательством Ballantine Books. В романе используется общая концепция научной фантастики, а именно поселение людей (колония) на планете Марс. Помимо прочего он также включает в себя такие темы, как психические заболевания, физика времени и угрозы централизованных органов власти.

## История публикации
Изначально роман издавался серийно журналом Worlds of Tomorrow в августе, октябре и декабре 1963 года. В то время он имел другое название — «Все мы марсиане» (англ. All We Marsmen). В 1964 году произведение Дика было слегка переработано и выпущено уже под нынешним названием.

## О романе

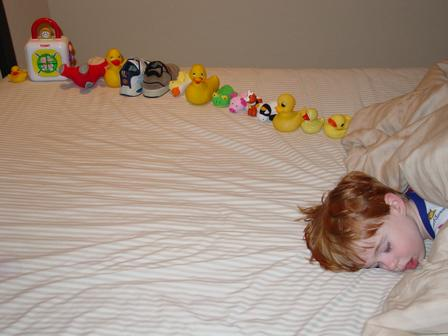
Игрушки, выложенные в соответствии с последовательностью возрастания мальчиком-аутистом.

В то время, когда книга была написана, аутизм и шизофрения были плохо изученными психическими расстройствами. Также, аутизм не так хорошо умели отличать от детской шизофрении. Кроме того, были предложены психологические и психоаналитические объяснения основных психических расстройств, подобных этим.
В своём эссе 1968 года под названием «Автопортрет», собранном в книге 1995 года «Меняющиеся реальности Филипа Дика», Дик размышляет о своей работе и перечисляет, какие книги, по его мнению, «могли бы избежать Третьей мировой войны», куда входит и сам роман «Сдвиг времени по-марсиански».

## Сюжет

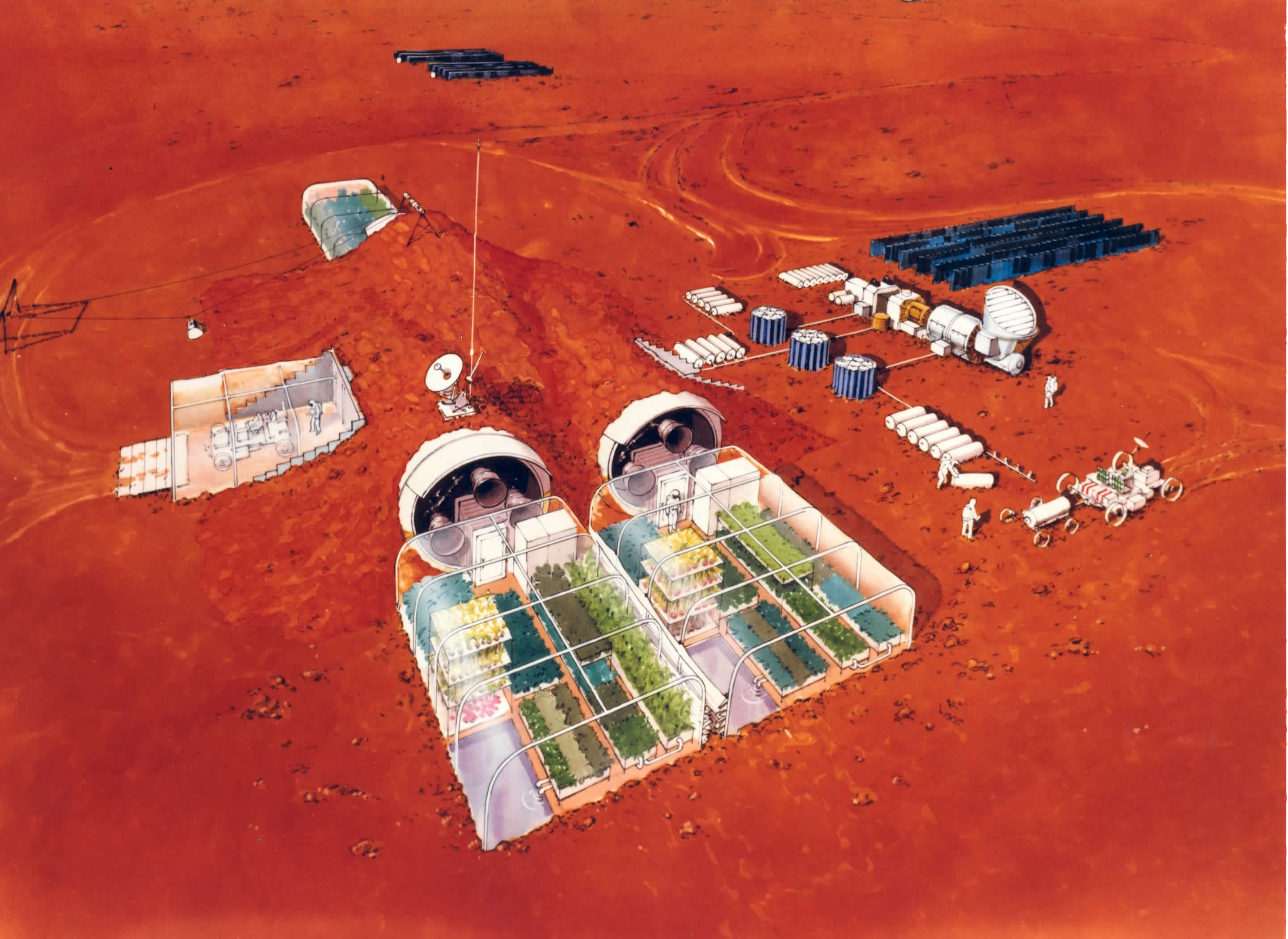
Колония на Марсе в представлении художника

Джек Болен — мастер-ремонтник, эмигрировавший на Марс, чтобы спастись от приступов шизофрении. Он живёт со своей женой и маленьким сыном. Его отец Лео посещает Марс, чтобы заявить права на кажущийся бесполезным горный хребет Франклина Д. Рузвельта после получения инсайдерской информации о том, что ООН планирует построить там огромный жилой комплекс. Комплекс будет называться «AM-WEB», сокращение немецкой фразы «Alle Menschen werden Brüder» (рус. Люди — братья меж собой), строчка из шиллеровской оды «К радости».
У Болена была случайная встреча с Арни Коттом, твердолобым лидером профсоюза работников водного хозяйства; когда вертолёты Болена и Котта призвали помочь группе критически обезвоженных бликменов, коренных жителей Марса, которые, как полагают, генетически похожи на африканских бушменов Земли. Болен упрекает Котта за его нерешительность помочь Бликменам, что приводит Котта в ярость.
После посещения своей бывшей жены Анны Эстерхази по поводу их собственного «аномального» ребёнка Котт слышит о теориях доктора Мильтона Глауба, психотерапевта лагеря Бен-Гурион, учреждении для тех, кто страдает распространенными нарушениями развития. Глауб считает, что психические заболевания могут быть изменёнными состояниями восприятия времени. Котт заинтересовался Манфредом Штайнером, мальчиком-аутистом из лагеря Бен-Гурион в надежде, что мальчик сможет предсказать будущее — навык, который Котт нашёл бы полезным для своих деловых предприятий. Поскольку лагерь Бен-Гурион планируется закрыть, Котт предлагает забрать Манфреда из рук Глауба. Манфред, в свою очередь, боится будущего, которое может видеть только он один, где Марс заброшен, а AM-WEB — это свалка для забытых людей вроде него, где он в конце концов будет прикован, как дряхлый старик, к кровати на системе жизнеобеспечения.
Котт арендует контракт Болена у своих нынешних работодателей и нанимает его для создания специального видеоустройства, которое сможет помочь Манфреду воспринимать время в обычном темпе (Котт также в конечном итоге намерен отомстить Болену). Болен испытывает симпатию к Манфреду, но задания его напрягают, потому что он боится, что контакт с психически больным ребёнком может вызвать у него рецидив. Болен также заводит роман с любовницей Котта.
В качестве задания от своей обычной работы, в качестве ремонтника, Болен отправляется на обслуживание симулякров в государственную школу, где уроки преподаются роботизированными моделями исторических личностней. Эти модели глубоко тревожат Болена, поскольку они напоминают ему о его собственных шизоидных эпизодах, когда он воспринимал людей вокруг себя как неживые механизмы. Когда он берёт Манфреда в школу во время задания, симулякры начинают вести себя странно, так как кажется, что Манфред изменяет их реальность. В конце концов Болена просят забрать Манфреда. В свете других событий, однако совсем не ясных, действительно ли Манфред влияет на симулякр или он просто влияет на восприятие их Джеком Боленом.
Только Гелиогабал, слуга Котта и по совместительству бликмен, находит контакт с мальчиком. С точки зрения Манфреда, люди — странные существа, живущие в мире раздробленного времени, где они исчезают в одном месте и появляются в другом, а в остальном двигаются отрывисто и нескоординированно. Гелиогабал, обращаясь к Манфреду, двигается плавно и грациозно. Кажется, он разговаривает с Манфредом без слов.
Стремительное событие истории самоубийства Норберта, отца Манфреда Штайнера, которое связывает Котта с Манфредом, а также лишает Отто Зитте, коллегу Норберта, средств к существованию. Загвоздка в сюжете — это встреча Котта, Болена и любовницы Котта, Дорин Андертон, в доме Котта, с Манфредом на буксире. Этот эпизод просматривается три раза, прежде чем он произойдёт в действительности, по-видимому, глазами Манфреда, но с участием Болена. В то же время восприятие событий становятся затруднительными — события становятся более сюрреалистичными, а восприятие галлюцинаторным. Когда события, наконец, достигают критической точки, которой так боится Болен, предвидя исход, сам Болен этого не испытывает. Его осознание останавливается, когда он и Дорин прибывают в дом Котта и забирают его после того, как они уходят. Он только знает, что они с Коттом расстались, как друзья, но на самом деле как враги.
Под давлением Котта Гелиогабалус показывает, что священная скала бликменов «Грязный узел» может быть использована в качестве портала для путешествий во времени, который Манфред может открыть. Котт сосредотачивается на изменения прошлого с двумя целями: месть Джеку Болену и требование гор Рузвельта перед Лео Боленом.
Вернувшись вовремя к тому моменту, когда он впервые появился в романе, выйдя из сибаритской бани, управляемой Союзом, Арни Котт обнаруживает, что повторяет действия, которые привели его к встрече с Боленом, одновременно имея дело с перцептивными искажениями, которые, похоже, исходят из ума Манфреда. Он не может добраться до гор Рузвельта, чтобы посадить свой кол, будучи вынужден по закону пойти на помощь бликменам, как и раньше. Он сталкивается с Боленом, как он сделал первоначально, но в попытке выстрелить в него он «умирает» от стрелы бликмена.
Очнувшись от видения, Котт понимает, что потерпел неудачу. Он решает отказаться от своих планов, оставить Дорин и позволить Болену продолжать свою жизнь. Он всё ещё хочет помочь Манфреду, который блуждал во время предполагаемого эпизода «путешествия во времени». Покидая пещеру в «Грязном узле», где они выполняли странный ритуал Гелиогабала, он сталкивается с Отто Зитте. После самоубийства Норберта Штайнера Котт, его лучший клиент, решил взять на себя бизнес Норберта. Зитте была конкуренцией, поэтому люди Котта уничтожили склад контрабандиста и прилегающую собственность, оставив сообщение о том, что «Арни Котту не нравится то, что вы отстаиваете». Зитте преследовала Котта, следуя за его вертолетом к «Грязному узлу». Он стреляет в Котта, который думает, что всё ещё может застрять в одной из галлюцинаций Манфреда. Болен и Дорин приземляются на вертолете Котта и забирают Котта обратно в Льюистаун. Котт умирает, полагая до последнего, что он только испытывал другую галлюцинацию.
Болен возвращается к своей жене, Сильвии, которая была соблазнена Зитте на его круге продаж. Несмотря на признание в неверности, Джек с Дорин и Сильвия с Зитте, они решают сохранить свой брак. В доме Штайнера что-то происходит, и вдова Штайнера с криком убегает в ночь. Врываясь, Болен и его отец видят Манфреда, старого и в инвалидном кресле, увешанного трубками, в сопровождении бликмена. Манфред присоединился к группе бликменов после ухода с «Грязного узла» и спас себя от AM-WEB. Он вернулся через время, чтобы увидеть свою семью и поблагодарить Болена за спасение.
В приглушенной финальной сцене Болен и его отец ищут вдову Штайнера в темноте, с голосами «деловыми, компетентными и терпеливыми».

## Адаптации
Было выпущено несколько аудио-версий книги:
- Аудиокнигу «Сдвиг времени по-марсиански» — прочитанная Гровером Гарднером (скорее под своим псевдонимом Том Паркер), без сокращений, длительность составляет приблизительно 9 часов (6 аудиокассет). Была выпущена в 1998 году[7].
- Вторая несокращённая версия аудиокниги «Сдвиг времени по-марсиански» была выпущена в 2007 году. Также прочитанный Гровером Гарднером, длительность составляет 9,5 часов (8 компакт-дисков). Аудиокнига вышла под названием «Сдвиг времени по-марсиански и Золотой человек», так как включает в себя ещё рассказ Дика «Золотой человек»[8].